# Əbdürrəhman Vəzirov
Əbdürrəhman Vəzirov, w transkrypcji rosyjskiej Abdurrahman Wazirow (Wezirow) (ur. 26 maja 1930 w Baku, zm. 10 stycznia 2022 w Moskwie) – azerski polityk komunistyczny, I sekretarz Komunistycznej Partii Azerbejdżanu w latach 1988-1990.
Karierę polityczną rozpoczynał jako radziecki dyplomata. Był ambasadorem w Nepalu i Pakistanie. Funkcję pierwszego sekretarza Komunistycznej Partii Azerbejdżanu objął 21 maja 1988. W momencie powrotu do rodzinnego Azerbejdżanu nie utożsamiał się w żaden sposób z narodem azerskim, nie władał nawet językiem azerskim. Nigdy nie uzyskał też wysokiej pozycji we władzach centralnych ZSRR. Nie był też popularny w społeczeństwie azerskim. Jego niezdecydowana postawa znacząco przyczyniła się do eskalacji przemocy przeciwko Azerom w Górskim Karabachu.
W celu zachowania władzy, w szczególności dla stłumienia działalności Ludowego Frontu Azerbejdżanu, Vəzirov od początku stycznia 1990 prosił centralne władze radzieckie o skierowanie do Azerbejdżańskiej Socjalistycznej Republiki Radzieckiej dodatkowych sił zbrojnych. Doprowadził także do wprowadzenia stanu wyjątkowego na terytorium republiki, co jej Rada Najwyższa ogłosiła 15 stycznia 1990.
Zmuszony do ustąpienia z funkcji I sekretarza Komunistycznej Partii Azerbejdżanu po wydarzeniach Czarnego Stycznia w Baku w 1990, gdy wojska radzieckie dokonały masakry Azerów. Dwa dni po tych wydarzeniach został nawet pozbawiony członkostwa w partii, jako człowiek nieudolny, którego działania doprowadziły do sytuacji kryzysowej. Zapowiadano nawet wytoczenie mu procesu sądowego, do czego ostatecznie nie doszło. Pochowany na Cmentarzu Trojekurowskim w Moskwie.